# Лешненське воєводство
Лешненське воєводство (пол. województwo leszczyńskie) — адміністративно-територіальна одиниця Польщі найвищого рівня, яка існувала у 1975—1998 роках.
Являло собою одну з 49 основних одиниць адміністративного поділу Польщі, які були скасовані в результаті адміністративної реформи Польщі 1998 року.
Займало площу 4154 км². Адміністративним центром воєводства було місто Лешно. Після адміністративної реформи воєводство припинило своє існування і його територія відійшла до Великопольського, Нижньосілезького та Любуського воєводств.

## Адміністрація

### Воєводи
- 1975–1978: Євгеніуш Паця
- 1978–1980: Станіслав Радош
- 1980–1986: Бернард Вавжиняк
- 1987–1990: Юзеф Понецький
- 1990–1994: Євгеніуш Матьяс
- 1994–1997: Збігнев Гаупт
- 1998: Лешек Бужинський

### Національна воєводська рада
Президія:
- 1975–1980: Станіслав Кулеша
- 1980–1984: Едмунд Скочиляс
- 1984–1990: Станіслав Срока

## Районні адміністрації
- Районна адміністрація в Гостині для гмін: Борек-Велькопольський, Гостинь, Кробя, Пемпово, Пяски, Погожеля та Понець
- Районна адміністрація в Гурі для гмін: Гура, Ємельно, Нехлюв та Вонсош
- Районна адміністрація в Косцяні для гмін: Косцян, Кшивін, Пшемент, Сміґель та міста Косцян
- Районна адміністрація в Лешно для гмін: Кшеменево, Ліпно, Осечна, Ридзина, Шліхтингова, Свенцехова, Вієво, Влошаковіце, Всхова та міста Лешно
- Районна адміністрація у Равичу для гмін: Бояново, Ютросін, Кобилін, Мейська Ґурка, Пакослав та Равич.

## Найбільші міста
Чисельність населення на 31.12.1998
- Лешно – 62 274
- Косцян – 24 489
- Равич – 21 715
- Гостинь – 20 713
- Всхова – 14 777
- Гура – 13 008

## Населення
| Рік         | 1975    | 1980    | 1985    | 1990    | 1995    | 1998    |
| Чисельність | 342 800 | 357 600 | 375 600 | 386 800 | 397 200 | 399 500 |